# GTV (Indonésia)
GTV (Indonesia) é uma rede de televisão indonésia, que faz parte da Media Nusantara Citra.